# Club Deportivo Coopsol
Maillots
Dernière mise à jour : 29 mai 2025.
Le Club Deportivo Coopsol est un club péruvien de football basé à Chancay, ville à 78 km au nord de la capitale, Lima.

## Histoire
Fondé le 31 juillet 1964 dans le district de Barranco (Lima) sous le nom de Club Deportivo Seman - FAP, le club représente le service de maintenance de la Force aérienne du Pérou (FAP). Inscrit dans la ligue de district de Barranco depuis le 27 août 1968, il y évolue durant 30 ans lorsqu'il remporte en 1998 l'Interligas de Lima, un tournoi ouvert aux champions et vice-champions de chaque district de Lima. Il obtient alors le droit de jouer en 2e division en 1999 puis change de nom en Aviación - FAP et remporte le championnat de D2 en 2000 sous la houlette de Ramón Quiroga. Cependant, il rate l'occasion de monter en 1re division en perdant 3-1 en barrage de promotion-relégation face au Deportivo UPAO.
Renommé Deportivo Aviación en 2001, il parvient à se maintenir en D2 jusqu'à son rachat en 2005 par Freddy Ames, président du groupe Coopsol, qui le rebaptise en Aviación-Coopsol. Cette même année, il devient vice-champion de D2. En mai 2009, le club adopte son nom définitif de Club Deportivo Coopsol et décide de quitter Lima pour jouer à Chancay.
Animateur du championnat de 2e division, les années 2010 voient le CD Coopsol se hisser à la deuxième place du tournoi en 2011, 2012 et 2014.

## Résultats sportifs

### Palmarès
| Compétitions nationales                                                                          | Compétitions régionales                        |
| - Championnat du Pérou (D2) (1) : - Champion : 2000. - Vice-champion : 2005, 2011, 2012 et 2014. | - Interligas de Lima (1) : - Vainqueur : 1998. |

### Bilan et records
- Saisons au sein du championnat du Pérou : 0.
- Saisons au sein du championnat du Pérou D2 : 26 (1999-).

## Personnalités historiques du Deportivo Coopsol

### Joueurs

#### Grands noms
Jerry Tamashiro, champion et meilleur buteur de 2e division en 2000, se distingue au sein du club (quand il se nommait encore Deportivo Aviación avant 2005). Parmi les internationaux péruviens qui y ont joué, on peut citer Germán Pinillos (en 2002), Jair Céspedes (2005), Germán Carty (2011), Gustavo Vassallo (2012) ou encore Walter Vílchez (2018).

### Entraîneurs
| - Ricardo Barreto (1998-1999) - Jorge Olarchea (1999) - Ramón Quiroga (2000) - Juan Vidales (2001) - Ricardo Barreto (2001) - Horacio Baldessari (2002) - Ricardo Barreto (2003) - Roberto Mosquera (2004) - Horacio Baldessari (2004) - Jorge Machuca (2005) - Édgar Ospina (2005) - Mario "Cholo" Palacios (2006) - Mario Flores (2008) - Fredy García (2009) - Ramón Mifflin (2010) - Jorge Espejo (es), (2010-2011) - Roberto Arrelucea (2012) | - Gustavo Roverano (en) (2013) - Roberto Arrelucea (2014-2015) - Duilio Cisneros (2015) - Fernando Valderrama (es) (2016) - Sergio Ibarra, (2016-2017) - Juan José Luvera (2017) - Paul Cominges (2017) - Marcelo Asteggiano (en) (2018) | - Orlando Maltese (2019) - Francisco Melgar (es) (2019 / 2020) - Manuel Barreto (en) (2021) - Carlos Silvestri (2021) - Carlos Cortijo (2022) - Jahir Butrón (2022) - Gustavo Onaindia (2023) - Víctor Rivera (2023) |

## Couleurs et logo

### Historique des logos

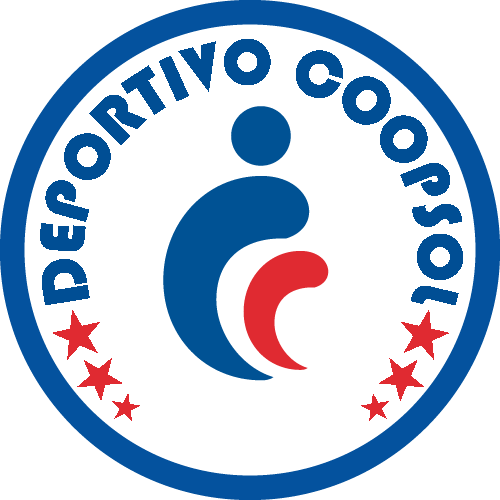
2009–2015

### Maillot
Historique (Deportivo Seman - FAP / Deportivo Aviación)
Évolution des maillots utilisés à domicile (1980-2003). 

| (1980–1994) | (1995–1998) | (1999) | (1999-2000) | (2001-2002) | (2003) |  |

Historique (Aviación-Coopsol / Deportivo Coopsol)
Évolution des maillots utilisés à domicile (2004-2023). 

| (2004) | (2004) | (2005-2010) | (2011) | (2012) | (2013) | (2014) | (2015) |  |

| (2016) | (2017) | (2018) | (2019) | (2020) | (2021) | (2022) | (2023) |  |

## Structures du club

### Stade
Le Deportivo Coopsol joue ses matchs à domicile à l'Estadio Rómulo Shaw Cisneros (en), enceinte de 3 000 places basée à Chancay. Auparavant appelé Estadio Municipal de Chancay, le stade est rebaptisé en 2003 en hommage à Rómulo Shaw Cisneros, élu deux fois à la tête de la mairie de Chancay (1967-1970 et 1970-1973).
En 2023, le club décide de jouer ses matchs à l'Estadio Municipal Facundo Ramírez Aguilar situé dans le district de Ventanilla à Callao.